# Journée internationale du yoga
 (juin 2023).
Si vous disposez d'ouvrages ou d'articles de référence ou si vous connaissez des sites web de qualité traitant du thème abordé ici, merci de compléter l'article en donnant les références utiles à sa vérifiabilité et en les liant à la section « Notes et références ».
En pratique : Quelles sources sont attendues ? Comment ajouter mes sources ?
 (juin 2023).
La mise en forme du texte ne suit pas les recommandations de Wikipédia : il faut le « wikifier ».
Les points d'amélioration suivants sont les cas les plus fréquents. Le détail des points à revoir est peut-être précisé sur la page de discussion.
- Les titres sont pré-formatés par le logiciel. Ils ne sont ni en capitales, ni en gras.
- Le texte ne doit pas être écrit en capitales (les noms de famille non plus), ni en gras, ni en italique, ni en « petit »…
- Le gras n'est utilisé que pour surligner le titre de l'article dans l'introduction, une seule fois.
- L'italique est rarement utilisé : mots en langue étrangère, titres d'œuvres, noms de bateaux, etc.
- Les citations ne sont pas en italique mais en corps de texte normal. Elles sont entourées par des guillemets français : « et ».
- Les listes à puces sont à éviter, des paragraphes rédigés étant largement préférés. Les tableaux sont à réserver à la présentation de données structurées (résultats, etc.).
- Les appels de note de bas de page (petits chiffres en exposant, introduits par l'outil «  Source ») sont à placer entre la fin de phrase et le point final[comme ça].
- Les liens internes (vers d'autres articles de Wikipédia) sont à choisir avec parcimonie. Créez des liens vers des articles approfondissant le sujet. Les termes génériques sans rapport avec le sujet sont à éviter, ainsi que les répétitions de liens vers un même terme.
- Les liens externes sont à placer uniquement dans une section « Liens externes », à la fin de l'article. Ces liens sont à choisir avec parcimonie suivant les règles définies. Si un lien sert de source à l'article, son insertion dans le texte est à faire par les notes de bas de page.
- La présentation des références doit suivre les conventions bibliographiques. Il est recommandé d'utiliser les modèles {{Ouvrage}}, {{Chapitre}}, {{Article}}, {{Lien web}} et/ou {{Bibliographie}}. Le mode d'édition visuel peut mettre en forme automatiquement les références.
- Insérer une infobox (cadre d'informations à droite) n'est pas obligatoire pour parachever la mise en page.

Pour une aide détaillée, merci de consulter Aide:Wikification.
Si vous pensez que ces points ont été résolus, vous pouvez retirer ce bandeau et améliorer la mise en forme d'un autre article.
La journée internationale du yoga est célébrée à travers le monde une fois par an le 21 juin depuis 2015, à la suite de sa création à l'Assemblée générale des Nations unies en 2014. Le yoga est une pratique physique, mentale et spirituelle originaire de l'Inde antique. Le premier ministre indien Narendra Modi lors de son discours aux Nations unies en 2014, a suggéré la date du 21 juin car c'est le jour le plus long de l'année de l'hémisphère nord et il partage une signification particulière dans différents endroits du monde.

## Origine

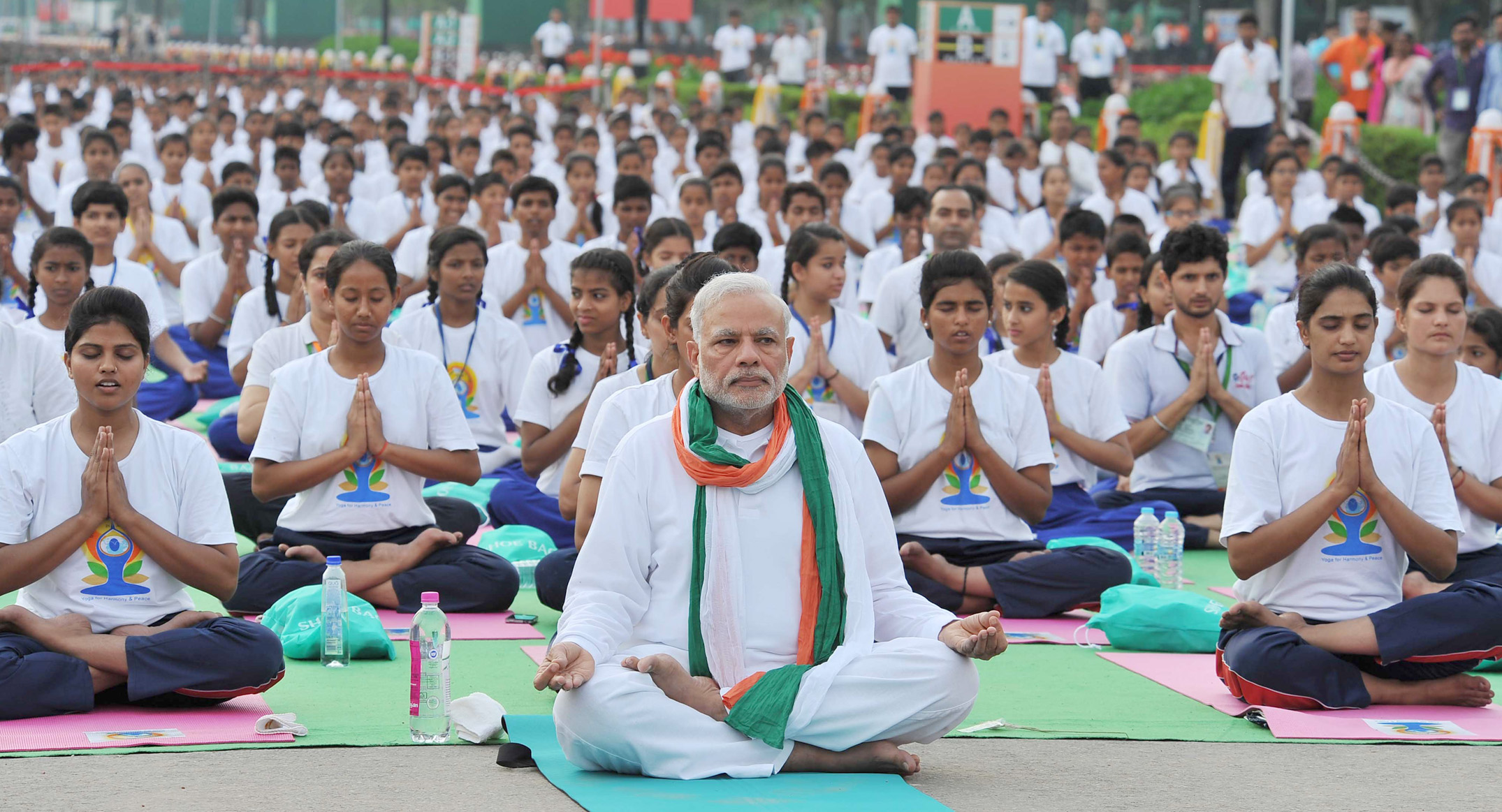
Le Premier ministre Narendra Modi lors des célébrations de la Journée du yoga à New Delhi, le 21 juin 2015

Le premier ministre indien Narendra Modi lors de son discours au Nations unies en 2014, a suggéré la date du 21 juin car c'est le jour le plus long de l'année de l'hémisphère nord et il partage une signification particulière dans différents endroits du monde. À la suite de la proposition initiale, les Nations unies ont adopté le projet de résolution intitulé "Journée du yoga" en 2014. Les concertations ont été organisées par la délégation d'Inde. En 2015, la banque de réserve de l'Inde a diffusé une pièce commémorative de 10 roupies pour marquer la journée internationale du yoga. En avril 2017, l'administration postale des Nations unies (APNU) a établi une feuille de dix timbres représentant les Asanas pour marquer la journée internationale du yoga.

## Déclaration des Nations Unies
Le 11 décembre 2014, le Représentant permanent de l'Inde, Asoke Mukherji , a présenté le projet de résolution à l'Assemblée générale des Nations unies. Le projet de texte a reçu un large soutien de 177 États Membres qui l'ont parrainé, qui a été adopté sans vote. Cette initiative a reçu le soutien de nombreux dirigeants mondiaux. Un total de 177 pays ont sponsorisés la résolution, qui est le plus grand nombre de sponsors pour toute résolution de l'Assemblée générale des Nations Unies de cette nature.
En proposant le 21 juin comme date, Modi a déclaré que la date était le jour le plus long de l'année dans l'hémisphère nord (le plus court dans l'hémisphère sud), ayant une signification particulière dans de nombreuses parties du monde. Dans les calendriers indiens, le solstice d'été marque la transition vers le Dakshinayana. La deuxième pleine lune après le solstice d'été est connue sous le nom de Guru Poornima. Dans la mythologie hindoue, Shiva, le premier yogi (Adi Yogi), aurait commencé à transmettre la connaissance du yoga au reste de l'humanité ce jour-là et serait devenu le premier gourou (Adi Guru).
À la suite de l'adoption de la résolution des Nations unies, plusieurs dirigeants du mouvement spirituel en Inde ont exprimé leur soutien à l'initiative. Le fondateur de la Fondation Isha, Sadhguru, a déclaré: «Cela pourrait être une sorte de pierre angulaire pour faire de l'approche scientifique du bien-être intérieur de l'être humain, une chose universelle… C'est un grand pas en avant pour le monde.» Le fondateur de l' Art de Vivre, Ravi Shankar, a salué les efforts de Modi, en disant: «Il est très difficile pour toute philosophie, religion ou culture de survivre sans le patronage de l'État. Le yoga a existé jusqu'à présent presque comme un orphelin. Maintenant, la reconnaissance officielle des Nations Unies permettrait de diffuser davantage les bienfaits du yoga dans le monde entier.»

## En pratique
La première Journée internationale du yoga a été célébrée dans le monde entier le 21 juin 2015. Le Ministère de l'AYUSH a pris les dispositions nécessaires en Inde. 35 985 personnes, dont le Premier ministre Modi et des dignitaires de 84 pays ont effectué 21 asanas (postures de yoga) pendant 35 minutes au Rajpath de New Delhi, devenant ainsi le plus grand cours de yoga jamais organisé et le plus grand nombre - 84 - des nations participantes. Des journées similaires ont eu lieu dans des villes en Inde et dans le monde entier chaque année depuis lors.

## Réception
Un rapport de l'Associated Press en 2015 a noté que la première «Journée internationale du yoga» impliquait «des millions de passionnés de yoga» qui «s'étiraient et se tordaient», ainsi que Modi et les membres de son cabinet. Il a déclaré que la route principale de Delhi était devenue une zone d'exercice pour l'occasion, et a rapporté que tandis que Modi parlait de «paix et d'harmonie», certaines personnes en Inde pensaient que la promotion du yoga était une opération hindoue partisane. Il a rapporté qu'une séquence de Surya Namaskar (salutations au soleil) a été abandonnée parce que les musulmans s'opposaient à l'implication que le soleil était le dieu hindou du soleil, Surya; le chant de la syllabe sacrée hindoue "Om" a également été abandonné. D'autres considéraient que l'argent dépensé pour l'événement aurait pu être mieux dépensé pour nettoyer les rues de Delhi.
Le Christian Science Monitor a écrit en 2016 que la résolution des Nations unies de 2014 avait été «extrêmement populaire», mais a noté que le yoga avait une «composante méditative» et était devenu connu non seulement comme une forme d'exercice physique mais aussi comme une pratique mentale et spirituelle. Il a donné comme preuve le sermon de 2015 du pape François mettant en garde les catholiques romains sur l'idée que le yoga pourrait être un chemin vers Dieu; il a noté aussi que Modi avait répondu à l'accusation que la Journée était destinée à promouvoir l'hindouisme avec les mots «Le yoga ne concerne pas l'autre vie. Par conséquent, ce n'est pas une pratique religieuse."
The Week a déclaré en 2015 que le but du gouvernement indien en organisant les Journées internationales du yoga était de faire reconnaître le yoga dans le monde entier comme «la propriété culturelle de l'Inde», citant le ministre indien du yoga, Shripad Yesso Naik, qui a déclaré: «Nous essayons d'établir au monde que c'est à nous». The Week a écrit que cela n'était pas susceptible de réussir, notamment parce que de nombreux types de yoga étaient déjà pratiqués dans le monde occidental. L'article notait que les évangéliques chrétiens étaient d'accord avec le gouvernement indien pour dire que le yoga était «principalement une pratique spirituelle hindoue», mais citait la spécialiste de la religion Ann Gleig disant que la plupart du yoga occidental était nettement changé par le fait d'être en Occident et était dépourvu de contenu religieux; les points de vue «ironiques» des hindous et des chrétiens fortement religieux étaient «historiquement erronés».

## Sources à lier
- https://www.la-croix.com/Sport/Journee-internationale-yoga-origines-hindoues-pratique-mondialisee-2023-06-21-1201272434
- https://fr.euronews.com/video/2023/06/21/des-seances-de-yoga-geantes-pour-la-journee-internationale-de-cette-discipline
- https://www.rtn.ch/rtn/Actualite/Monde/Seance-de-yoga-multinationale-a-l-ONU-avec-Modi-qui-prone-l-unite.html
- https://www.elle.be/fr/396406-journee-internationale-du-yoga-notre-selection-ultra-confort-pour-sy-mettre-vraiment.html